# Arak (miasto)
Arak (perski: اراک, Arāk, dawniej Sultanabad) – miasto w środkowym Iranie, u podnóża gór Zagros, ośrodek administracyjny ostanu Markazi. Około 511,1 tys. mieszkańców (2005). W mieście funkcjonuje Port lotniczy Arak.